# 咲良りょう
咲良 りょう（さくら りょう、11月10日 - ）は、日本の漫画家。三重県出身。血液型はB型。「ちゃお」（小学館）にて執筆している。
デビュー作は、『ナイショのしっぽ』（1998年ちゃおDX春号掲載）。代表作は、『RION's サロンで夢気分』など。

## 作品リスト

### 連載
- RION'sサロンで夢気分（2000年ちゃお11月号 - 12月号）

### 読みきり
- ナイショのしっぽ（1998年ちゃおDX春号）
- タロット☆すくらんぶる（1998年ちゃおDX夏号）
- ゴーストのゆ♡う♡わ♡く（1998年ちゃおDX夏号）
- トラブルチケット超ハッピー（1999年ちゃおDX冬号）
- おさわがせキッズ!（1999年ちゃお6月号）
- ごきげんカロリーオーバー（1999年ちゃおDX夏号）
- O・TO・NAサイズで恋しよう!（2000年ちゃおDX冬号）
- Let's制服デビュー（2000年ちゃおDX春号）
- 気分はRION'sサロン（2000年ちゃお6月号）
- おにあいのカンケイ（2000年ちゃおDX夏号）
- 映画泣かせのMYヒーロー（2001年ちゃおDX夏号）
- イタズラなXmas（2002年ちゃおDX冬号）
- 指先のダイアローグ（2002年ちゃおDX初夏号）
- 世界の果てまで恋してるっ♥（2003年ちゃおDX冬号）
- あぶない!マイ・ティーチャー（2003年ちゃおDX初夏号）
- GET!マイスタイル（2003年ちゃお11月号別冊）
- ハコイリ★天然ムスメ（2004年ちゃおDX冬号）
- スパイシー!!LOVE♥アロマ（2004年ちゃおDX初夏号）